# Hermannia pfeilii
Hermannia pfeilii är en malvaväxtart som beskrevs av Karl Moritz Schumann. Hermannia pfeilii ingår i släktet Hermannia och familjen malvaväxter. Inga underarter finns listade i Catalogue of Life.